# Династія Рання Чжао
Дина́стія Рання Чжао (інша назва Північна Хань) — династія, що правила частиною північного Китаю після падіння династії Західна Цзінь у 304 році до свого повалення у 329 році державою Пізня Чжао. Ця династія керувалася імператорами з роду Лю, першим з яких був Лю Юань.

## Історія
Наприкінці 290-х років починається внутрішнє послаблення династії Цзінь. Водночас у північних районах накопичалася значна частина кочових племен, які повинні були захищати Китай від нападів з півночі. Особливо численні були сили сюнну, які становили близько 400 тисяч осіб, були найчисленнішими в Ордосі та провінції Бін. У 290 році їх очолив впливовий військовик Лю Юань, який сам походив з сюнну. Надалі він зумів скористатися війною восьми принців, щоб почати створювати на півночі Китаю власну державу.
У 304 році було захоплено повіт Ліши (частина сучасної провінції Шаньсі). Це вважається роком заснування династії Рання Чжао. З цього моменту до 317 року тривали військові дії проти династії Цзінь. Зрештою сюнну та їх союзникам вдалося захопили найважливіші міста Лоян та Чан'ань. Втім династія Рання Чжао не відрізнялася стабільністю. Вона зазнавала постійних зовнішніх атак, й водночас тривалі внутрішні суперечки за владу. В результаті владу в країні перебрав Ши Ле, який відзначився у війнах з державою Цзінь. У 318 році Рання Чжао фактично розпалося на дві частини. Зрештою у 329 році Ши ле скинув імператора Лю сі й оголосив про створення нової династії Старша Чжао.

## Імператори
| Посмертне ім'я                 | Особисте ім'я         | Роки правління | Девіз і роки правління |
| ------------------------------ | --------------------- | -------------- | --- |
| Гуан-вень-ді 光文帝 Guāngwéndì | Лю Юань 劉淵 Liú Yuān | 304–310        | - Цзяньсін (建興 Jiànxīng) 304–308 - Юнфен (永鳳 Yǒngfèng) 308–309 - Хежуй (河瑞 Hérùi) 309–310                                        |
| Лян-ван 梁王 Liángwáng         | Лю Хе 劉和 Liú Hé     | 310]           | |
| Чжао У-ді 昭武帝 Zhāowǔdì      | Лю Цун 劉聰 Liú Cōng  | 310–318        | - Гуансін (光興 Guāngxīng) 310–311 - Цзяпін (嘉平 Jiāpíng) 311–315 - Цзяньюань (建元 Jiànyuán) 315–316 - Ліньцзя (麟嘉 Línjiā) 316–318 |
| Інь-ді 隱帝 Yǐndì              | Лю Цань 劉粲 Liú Càn  | 318            | - Ханьчан (漢昌 Hànchāng) 318 |
| Хоу Чжу 後主 Hòu Zhǔ           | Лю Яо 劉曜 Liú Yào    | 318–329        | - Гуанчу (光初 Guāngchū) 318–329 |